# Janetiella foliicola
Janetiella foliicola är en tvåvingeart som beskrevs av Marikovskij 1956. Janetiella foliicola ingår i släktet Janetiella och familjen gallmyggor.
Artens utbredningsområde är Ukraina. Inga underarter finns listade i Catalogue of Life.